# Pete George
Pete George, właśc. Peter T. George (ur. 29 czerwca 1929 w Akron, zm. 28 lipca 2021) – amerykański sztangista, trzykrotny medalista olimpijski i wielokrotny medalista mistrzostw świata.

## Kariera
Startował w wadze lekkiej (do 67,5 kg) oraz średniej (do 75 kg). Pierwszy sukces w karierze osiągnął w 1947 roku, kiedy podczas mistrzostw świata w Filadelfii zdobył złoty medal w wadze lekkiej. W zawodach tych wyprzedził Kanadyjczyka Johna Stuarta oraz George’a Espeuta z Wielkiej Brytanii. W 1948 roku wystartował na igrzyskach olimpijskich w Londynie, gdzie zajął drugie miejsce w wadze średniej. Rozdzielił tam na podium swego rodaka, Franka Spellmana i Kim Seong-jipa z Korei Południowej. Następnie zajmował drugie miejsce na mistrzostwach świata w Scheveningen w 1949 roku i mistrzostwach świata w Paryżu rok później, w obu przypadkach przegrywając tylko z Chadrem at-Tunim z Egiptu.
W 1951 roku zwyciężył w wadze średniej na igrzyskach panamerykańskich w Buenos Aires oraz mistrzostwach świata w Mediolanie. Rok później wystąpił na igrzyskach olimpijskich w Helsinkach, gdzie z wynikiem 400 kg zwyciężył, ustanawiając jednocześnie nowy rekord olimpijski. W trzech kolejnych latach zdobywał tytuł mistrza świata, zwyciężając w wadze lekkiej na mistrzostwach świata w Sztokholmie (1953) oraz wadze średniej na mistrzostwach świata w Wiedniu (1954) i mistrzostwach świata w Monachium (1955). W 1955 roku złoto wywalczył także na igrzyskach panamerykańskich w Meksyku. Ostatni sukces osiągnął w 1956 roku, zajmując drugie miejsce podczas igrzysk olimpijskich w Melbourne. Uplasował się tam między Fiodorem Bogdanowskim z ZSRR a Włochem Ermanno Pignattim.
Jego brat Jim także był medalistą olimpijskim.